# Jacob Bagersted
Jacob Bagersted (Kopenhagen, Danska, 25. ožujka 1987.) je danski rukometaš i nacionalni reprezentativac. Trenutno nastupa za domaći Aalborg u kojoj nosi dres s brojem 14. Igra na mjestu kružnog napadača.
Bagersted je rukomet počeo igrati u omladinskom pogonu kluba Ajax Heroes, da bi u razdoblju od 2005. do 2008. igrao i za seniorski sastav Ajaxa. Nakon toga prelazi u FC København da bi 2010. bio transferiran u redove gradskog suparnika AG Københavna. S tim klubom je 2011. osvojio dansko prvenstvo.
1. srpnja 2011. Jacob Bagersted je potpisao za Aalborg Håndbold za koji igra i danas.
Igrač je za dansku reprezentaciju debitirao 2007. godine te je s Danskom osvojio svjetsko srebro (Švedska 2011.).

## Vanjske poveznice
- Profil igrača na web stranicama Aalborga  Arhivirana inačica izvorne stranice od 3. ožujka 2014. (Wayback Machine)